# Маурісіо Пінілья
Маурісіо Пінілья (ісп. Mauricio Pinilla, нар. 4 лютого 1984, Сантьяго) — чилійський футболіст, нападник італійського «Кальярі» та національної збірної Чилі.

## Клубна кар'єра
Народився 4 лютого 1984 року в місті Сантьяго. Вихованець футбольної школи клубу «Універсідад де Чилі». Дорослу футбольну кар'єру розпочав 2002 року в основній команді того ж клубу, в якій провів два сезони, взявши участь у 39 матчах чемпіонату, в яких відзначився 20 голами.
Молодий забивний форвард привернув увагу скаутів міланського «Інтернаціонале», з яким влітку 2003 року уклав п'ятирічний контракт. Гравця, який брався на «перспективу», було віддано в оренду, спочатку до «К'єво», а за рік до іспанського «Сельта Віго». Ані у Вероні, ані у Віго чилієць заграти не зміг, провівши у кожній з команд лише по декілька ігор.
У червні 2004 року половину прав на гравця придбав лісабонський «Спортінг», у складі якого він і продовжив виступи.
Протягом 2006—2009 років гравець пограв в Іспанії за «Расінг» (Сантандер), у шотландській Прем'єр-лізі за «Хартс», на батьківщині у складі «Універсідад де Чилі», в Бразилії за «Васко да Гама» та у кіпрському «Аполлоні» (Лімасол). У жодній з цих команд не став регулярним гравцем основного складу, використовуючись здебільшого як резервний нападник.
У серпні 2009 року повернувся до Італії, де на правах вільного агента уклав контракт з представником Серії B «Гроссето». У другому італійському дивізіоні Пінілья відновив ігрові кондиції результативного форварда, відзначившись 24 забитими голами у 24 іграх, чим викликав інтерес низки клубів Серії A. До одного з них, «Палермо», гравець і приєднався у червні 2010 року. В Палермо продовжив демонструвати пристойний ігровий рівень і за півтора року, у січні 2012, був орендований іншим представником елітного італійського дивізіону «Кальярі». Ще за пвіроку, 2 липня 2012, клуб скористався правом викупу прав на гравця і уклав з ним повноцінний контракт.

## Виступи за збірні
2003 року залучався до складу молодіжної збірної Чилі. На молодіжному рівні зіграв у 3 офіційних матчах, забив 1 гол.
2003 року дебютував в офіційних матчах у складі національної збірної Чилі. Наразі провів у формі головної команди країни 25 матчів, забивши 5 голів.
| Дата       | Місто          | Господарі | Результат | Гості      | Турнір            | Голи | Примітки |
| ---------- | -------------- | --------- | --------- | ---------- | ----------------- | ---- | -------- |
| 31/03/2003 | Сантьяго       | Чилі      | 2 – 0     | Перу       | товариський матч  | 1    |          |
| 03/04/2003 | Ліма           | Перу      | 3 – 0     | Чилі       | товариський матч  | -    |          |
| 01/05/2003 | Сантьяго       | Чилі      | 1 – 0     | Коста-Рика | товариський матч  | -    |          |
| 06/09/2003 | Буенос-Айрес   | Аргентина | 2 – 2     | Чилі       | Відбір до ЧС 2006 | -    |          |
| 10/09/2003 | Сантьяго       | Чилі      | 2 – 1     | Перу       | Відбір до ЧС 2006 | 1    |          |
| 15/11/2003 | Монтевідео     | Уругвай   | 2 – 1     | Чилі       | Відбір до ЧС 2006 | -    |          |
| 19/11/2003 | Сантьяго       | Чилі      | 0 – 1     | Парагвай   | Відбір до ЧС 2006 | -    |          |
| 19/02/2004 | Карсон         | Мексика   | 1 – 1     | Чилі       | товариський матч  | -    |          |
| 30/03/2004 | Ла-Пас         | Болівія   | 0 – 2     | Чилі       | Відбір до ЧС 2006 | -    |          |
| 28/04/2004 | Антофагаста    | Чилі      | 1 – 1     | Перу       | товариський матч  | -    |          |
| 02/06/2004 | Сан-Кристобаль | Венесуела | 0 – 1     | Чилі       | Відбір до ЧС 2006 | 1    |          |
| 06/09/2004 | Сантьяго       | Чилі      | 0 – 0     | Колумбія   | Відбір до ЧС 2006 | -    |          |
| 18/11/2004 | Ліма           | Перу      | 2 – 1     | Чилі       | Відбір до ЧС 2006 | -    |          |
| 10/02/2005 | Він'я-дель-Мар | Чилі      | 3 – 0     | Еквадор    | товариський матч  | 1    |          |
| 27/03/2005 | Сантьяго       | Чилі      | 1 – 1     | Уругвай    | Відбір до ЧС 2006 | -    |          |
| 31/03/2005 | Асунсьйон      | Парагвай  | 2 – 1     | Чилі       | Відбір до ЧС 2006 | 1    |          |
| 04/09/2005 | Бразиліа       | Бразилія  | 5 – 0     | Чилі       | Відбір до ЧС 2006 | -    |          |
| 08/10/2005 | Барранкілья    | Колумбія  | 1 – 1     | Чилі       | Відбір до ЧС 2006 | -    |          |
| 07/10/2006 | Він'я-дель-Мар | Чилі      | 3 – 2     | Перу       | товариський матч  | -    |          |
| 11/10/2006 | Такна          | Перу      | 0 – 1     | Чилі       | товариський матч  | -    |          |
| 16/11/2006 | Він'я-дель-Мар | Чилі      | 3 – 2     | Парагвай   | товариський матч  | -    |          |
| 07/10/2011 | Буенос-Айрес   | Аргентина | 4 – 1     | Чилі       | Відбір до ЧС 2014 | -    |          |
| 11/09/2012 | Сантьяго       | Чилі      | 1 – 3     | Колумбія   | Відбір до ЧС 2014 | -    |          |
| 16/10/2013 | Сантьяго       | Чилі      | 2 – 1     | Еквадор    | Відбір до ЧС 2014 | -    |          |
| 05/03/2014 | Штутгарт       | Німеччина | 1 – 0     | Чилі       | товариський матч  | -    |          |
| Усього     |                | Матчів    | 25        |            | Голів             | 5    |          |

## Досягнення
Збірна Чилі
- Володар Кубка Америки: 2015, 2016